# Hinojos
Hinojos is een gemeente in de Spaanse provincie Huelva in de regio Andalusië met een oppervlakte van 320 km². Hinojos telt 3.893 inwoners (1 januari 2016).